# عصوية ذهبية فري-ستيتية
عصوية ذهبية فري-ستيتية (الاسم العلمي: Chryseobacterium vrystaatense) هي نوع من البكتيريا، سلبية الغرام، تتبع جنس عصوية ذهبية.